# Walpurgis-éj

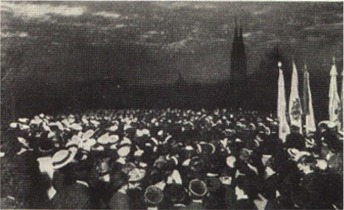
Diákok énekelnek a Walpurgis-éjen

A Walpurgis-éj (német: Sankt Walpurgisnacht) a boszorkányokhoz kötődő hiedelmek egyike.

## Története
A német népszokásban elterjedt boszorkányszombaton  (általában május 1-jén) a boszorkányok az ördögökkel találkoznak [forrás?] - a  német és magyar hiedelmek szerint hegytetőn (mint például a budai Gellért-hegyen).  
A 8. században élt Szent Valburga (Walpurgis) ünnepének, május 1-jének az előestéje illetve éjszakája mindenféle varázslatra alkalmas.   Ennek az ünnepnek a gyökerei a 9. századig nyúlnak vissza, mivel 870. május 1-én kanonizálták Szent Walburgát és relikviáit Eichstättben helyezték el. A germán térségben azért tisztelték, mert állítólag ő nyújtott védelmet a pestissel, a járványokkal, a köhögéssel és a boszorkányokkal szemben. Az ártásoktól félő emberek ezen az éjjelen a szenthez imádkoztak, hogy védje meg őket a boszorkányoktól.
A 17. században a katolikus egyház azért rendelte el Szent Valburga ünnepét, hogy ellensúlyozza a Hexennacht, vagy a boszorkányszombat germán népszokását. A  boszorkányszombatokon a legendák szerint a boszorkányok a Brocken hegy csúcsán gyűltek össze ünneplésre. 
A Walpurgis-éj hiedelmei szerint május 1-jére virradó éjszakán a sötét erők összejöveteleket rendeztek erdőkben, fák alatt, akasztófáknál vagy hegyeken. Ilyenkor bedörzsölték magukat boszorkánykenőcccsel, ittak a boszorkányitalból, meztelenül nyargaltak seprőn, gereblyén, guzsalyon, főzőkanálon, piszkafán, fekete macskán, kecskén stb., és a kéményen át távozva indultak el.

## A kultúrában
A szépirodalom gyakran említi  a boszorkányokat (W. Shakespeare, E. T. A. Hoffmann, J. W. Goethe, A. Miller stb.), akik közül a legnevezetesebbek a salemi boszorkányok, valamint a Walpurgis-éj vendégei.
Erre utal a Procol Harum együttes Repent Walpurgis című dala is. 